# Charles Kerremans
Charles Kerremans, född den 18 december 1847, död den 10 oktober 1915, var en belgisk entomolog som var specialiserad på skalbaggar, särskilt praktbaggar och Cicindelidae. Han var ledamot i Société entomologique de France. 
Auktorsnamnet Kerremans kan användas för Charles Kerremans i samband med ett vetenskapligt namn inom zoologin; se Wikipedia-artiklar som länkar till auktorsnamnet.